# Acoblament amb galeta

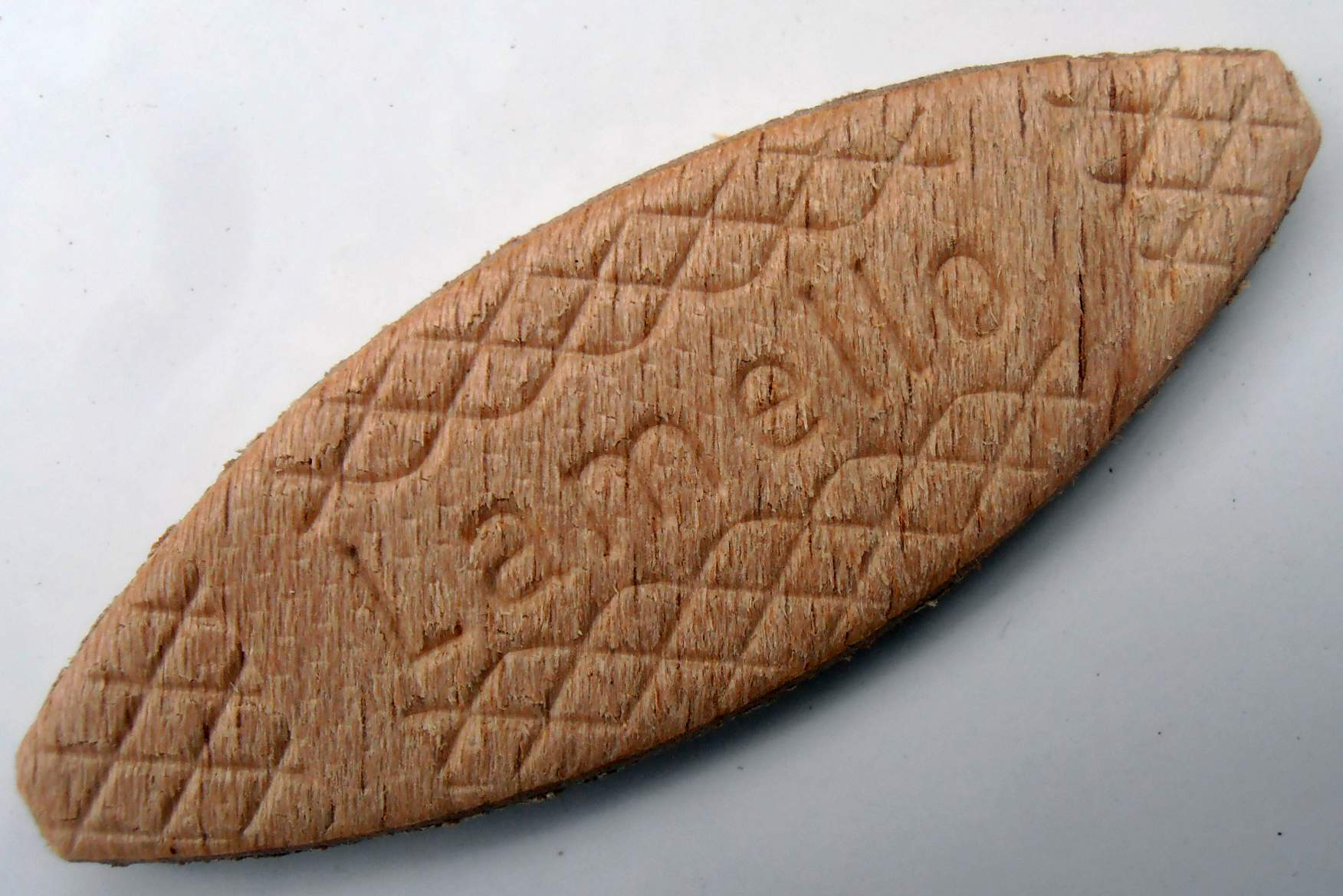
«galeta»

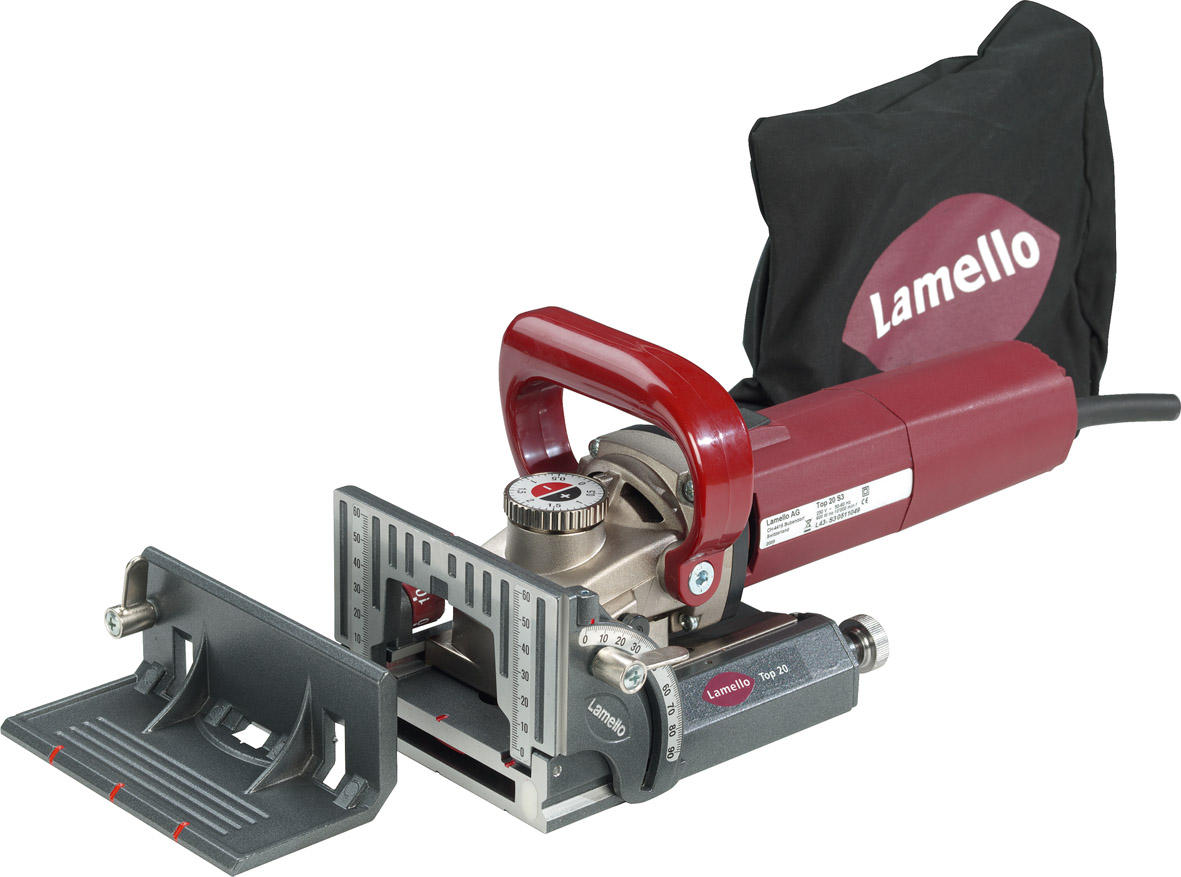
Engaletadora

L'acoblament amb galeta és un mètode per acoblar taulers aglomerats, desenvolupat a mitjan anys 50 del segle xx .
Desenvolupat en primer lloc par a taulers aglomerats, a poc a poc ha trobat aplicacions amb altes materials, com ara els taulers de densitat mitjana i àdhuc fusta massissa. En comparació amb l'encadellat amb solc i metxa, es pot utilitzar tota l'amplada de la post e hi ha menys residus de fusta.
Els acoblaments tradicionals amb ranura o clavilla no surtien prou sòlids en taulers aglomerats, un material més aviat tou que s'esqueixa fàcilment, com que les partícules són curts i no alineats com les fibres en fusta natural. Els acoblaments es fan amb rapidesa i precisa, a més, un cop enganxada, és invisible i resistent.
La tècnica va ser inventat i patentat per l'emprenedor suís Hermann Steiner a la seva fusteria a Liestal. En els medis professionals la seva marca Lamello® s'ha generalitzat, la marca s'ha convertit quasi en mot. El 1968 va seguir la fresadora portable «engaletadora» que va contribuir a popularitzar la tecnologia. El 1969 va crear l'empresa Lamello AG que desenvolupa mètodes inovadors d'acoblament de fusta.
Les clavilles planes o galetes per aquest tipus d'acoblament són fetes de fusta de faig massissa premsada amb 25 tones cap a un gruix de quatre mil·límetres. El patró serveix per lliscar les galetes amb més facilitat a les ranures i absorbir la cola. Es fabriquen en tres mides estàndard, que poden ser utilitzades amb tots els tipus d'engaletadora. Mides de les unitats 0, 10 i 20 Per acoblar, es fa servir cola blanca a base d'aigua. La intenció és que la galeta prendrà la humitat i s'inflen, omplint d'aquesta manera les ranures perforades.

El 2004, les galetes Lamello es van destacar a una exposició al Museum of Modern Art de Nova York, titulada Les innovacions més humils del segle xx. Des de llavors, el museu exhibeix una galeta de fusta original. El 2011 es llançar una nova galeta, feta de plàstica reforçat de fibra de vidre que permet acoblaments quasi invisibles sense cola.

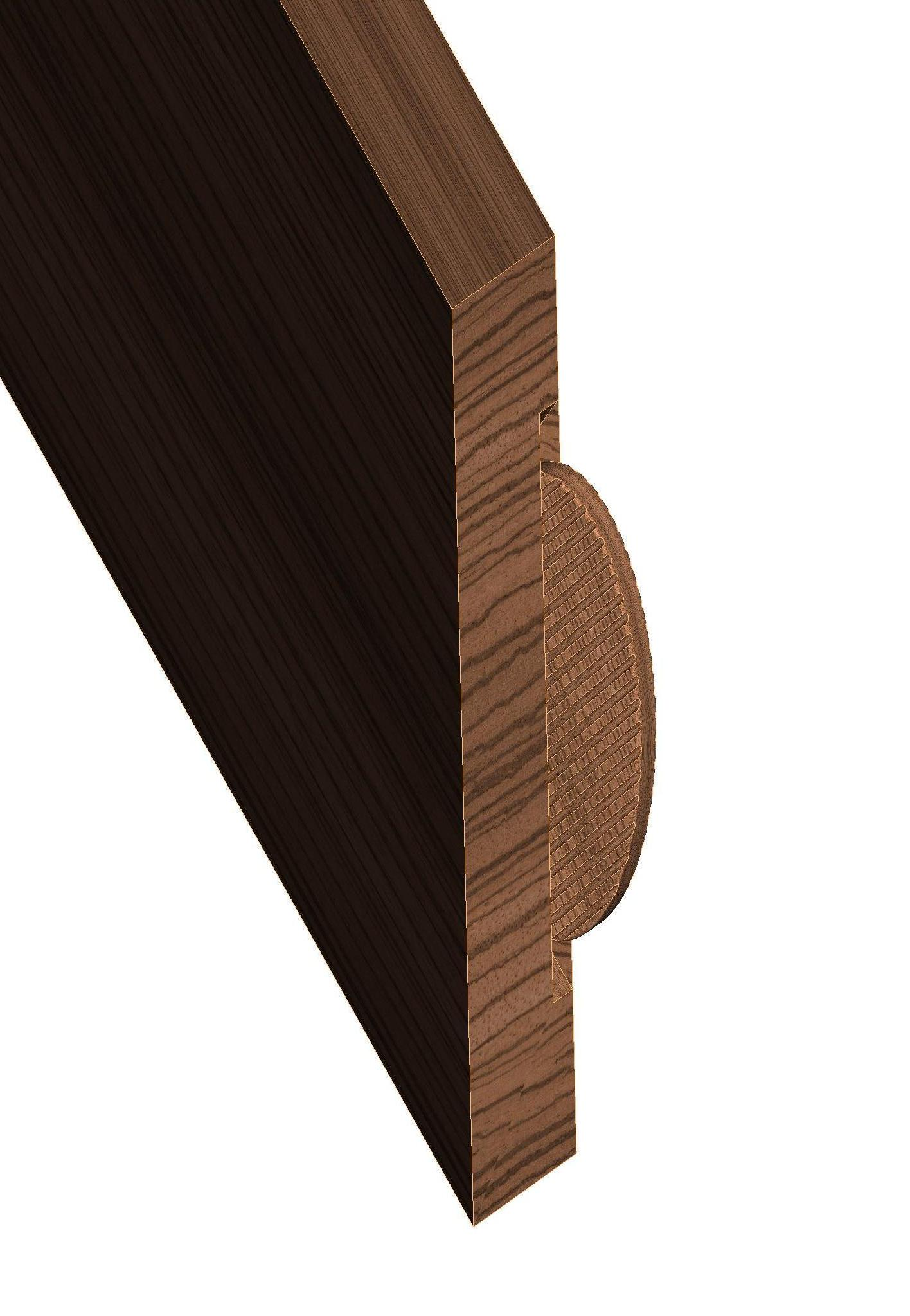
Acoblament en angle de 45°
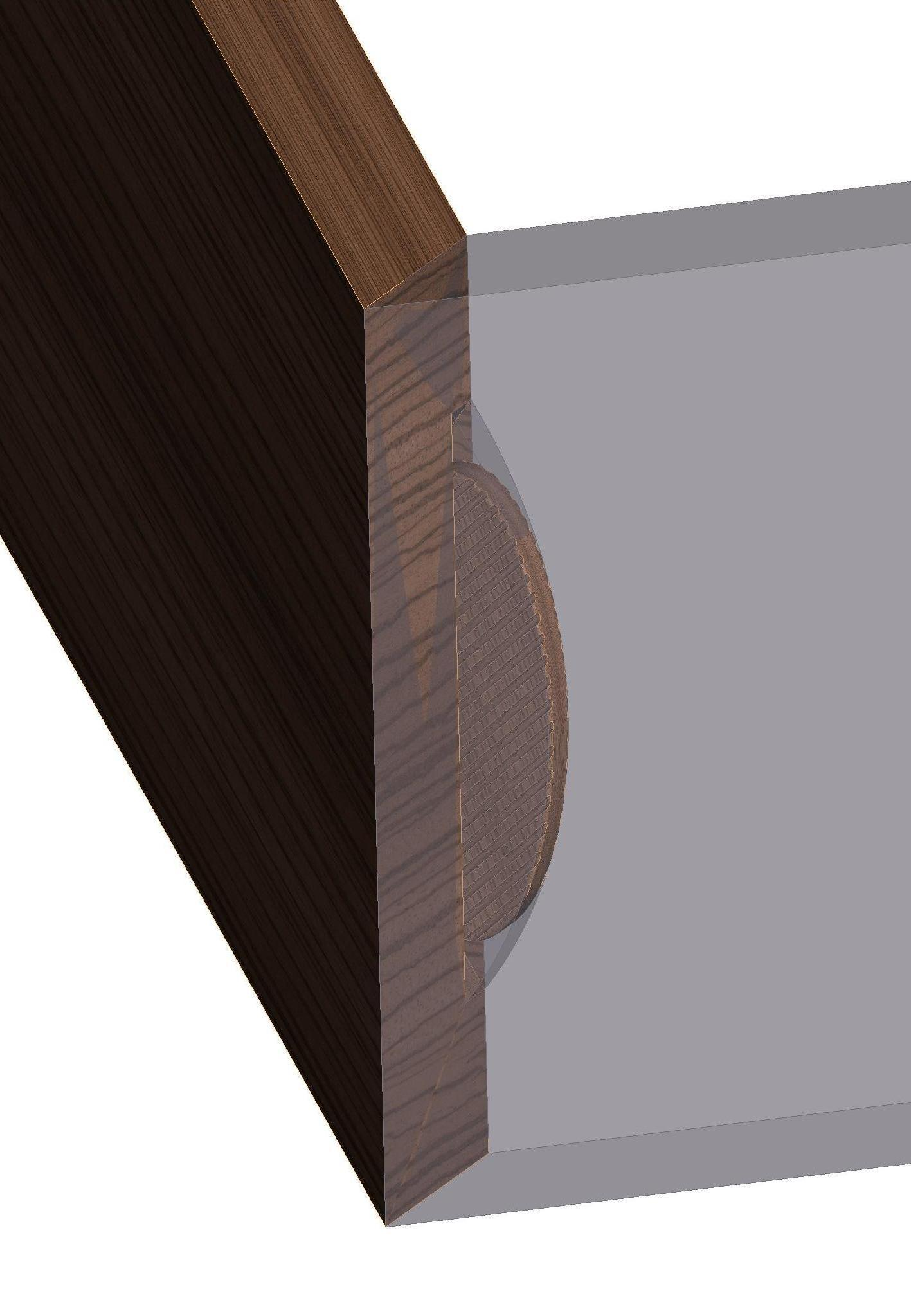
Acoblament en angle de 45° (vista transparent)
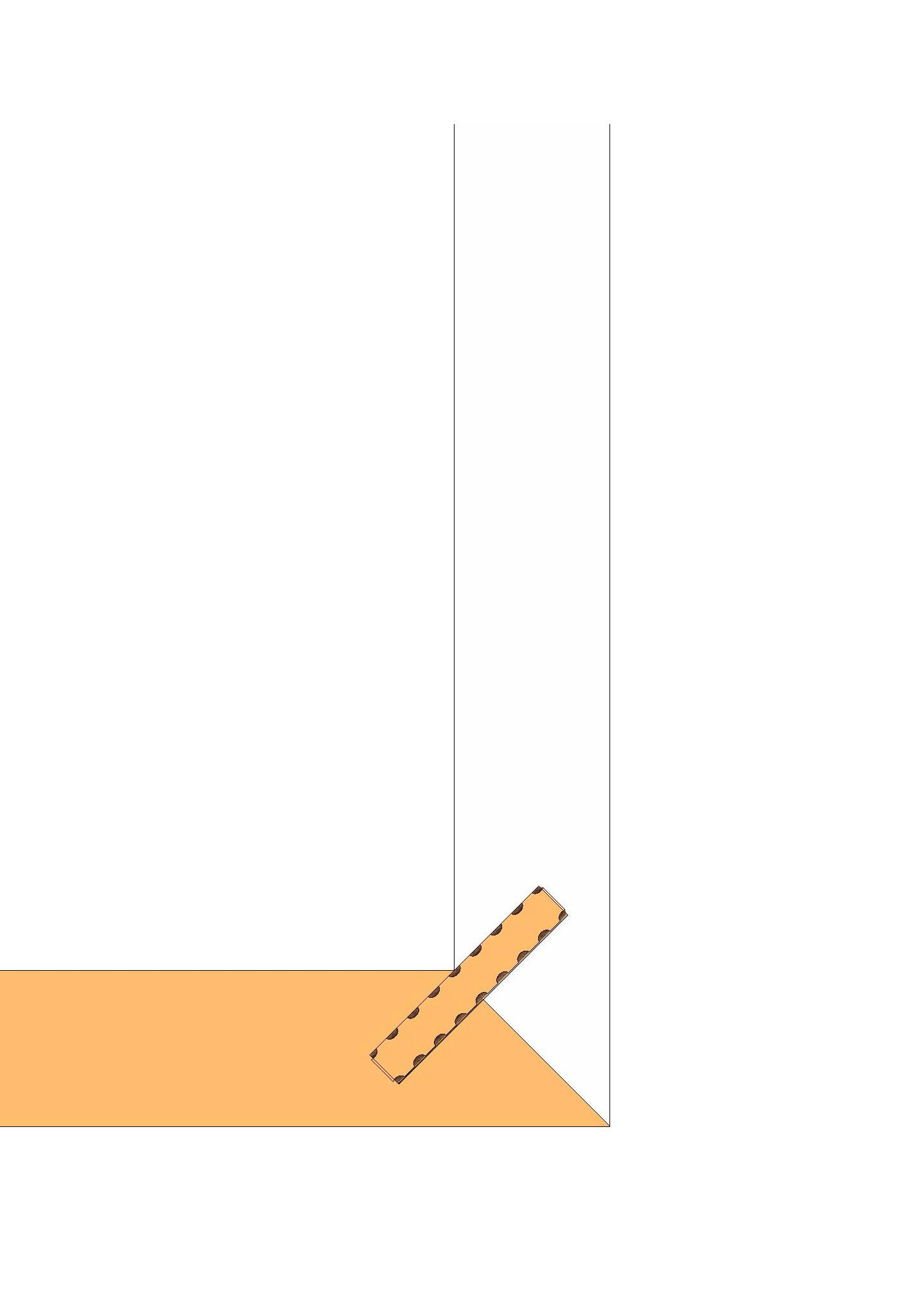
Acoblament en angle de 45° (secció)